# Prissath
Prissath ist ein Ortsteil der Stadt Schwandorf im Landkreis Schwandorf im Regierungsbezirk Oberpfalz in Bayern.

## Geografie
Prissath liegt nördlich des Holzberges etwa einen Kilometer südöstlich von Fronberg. Der Ort befindet sich in unmittelbarer Umgebung zahlreicher Weiher. Der Ackerboden war einst sumpfig und nass. Im Bereich zwischen Prissath und der Autobahntrasse lagert Ton.

## Geschichte
Prissath wird im Salbuch von 1233 als Prizat erwähnt.
Der Ortsname Prissath beruht auf „Présada“, welches „Umpflanzung“ bedeutet. Prissath wird 1233–37 und 1270 als Prizat, später als Priezzat (1326), Brissath, Preißet, Prießath (1748, 1840), Priesath (1746, 1764, 1808).

## Gemeinde
Prissath gehörte zur ehemaligen selbständigen Gemeinde Kronstetten, die durch Vertrag am 1. Juli 1972 der Stadt Schwandorf beitrat, sie bestand aus den Ortsteilen Bössellohe, Charlottenhof, Freihöls, Holzhaus, Kronstetten, Lindenlohe und Prissath.

## Kirche und Schule
Prissath gehört zur Pfarrei St. Andreas in Schwandorf-Fronberg.
Da die Gemeinde keine eigene Schule besaß hatte die Pfarrgrenze mitten durch die Gemeinde Auswirkungen auf die Zugehörigkeit zum Schulsprengel. Die Kinder aus Prissath besuchten die Schule in Fronberg. Seit der Eingemeindung gehören alle Kinder zum Schulsprengel der Stadt Schwandorf.

## Sehenswürdigkeiten
- Kapelle und Feldkreuz

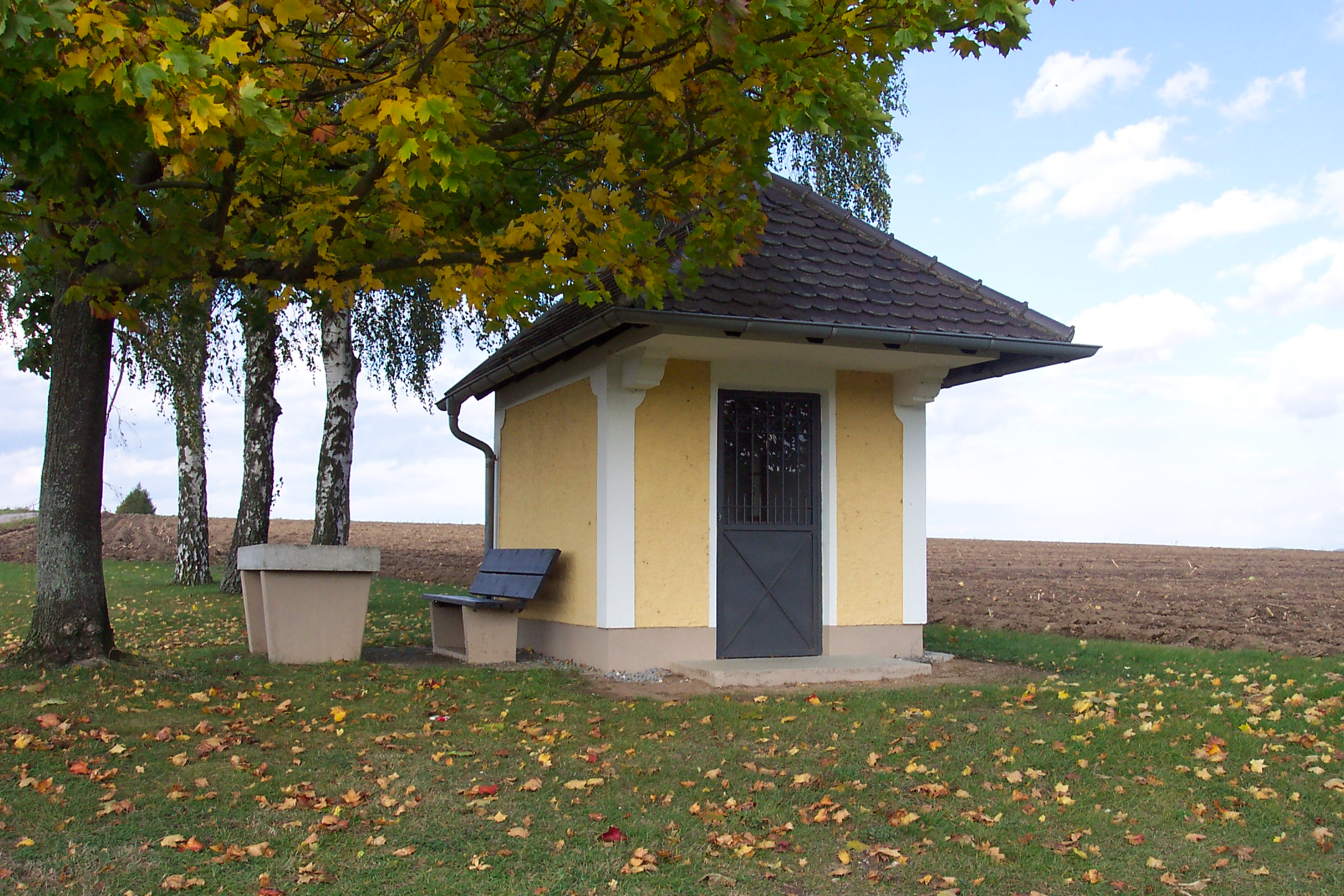
Prissath Kapelle
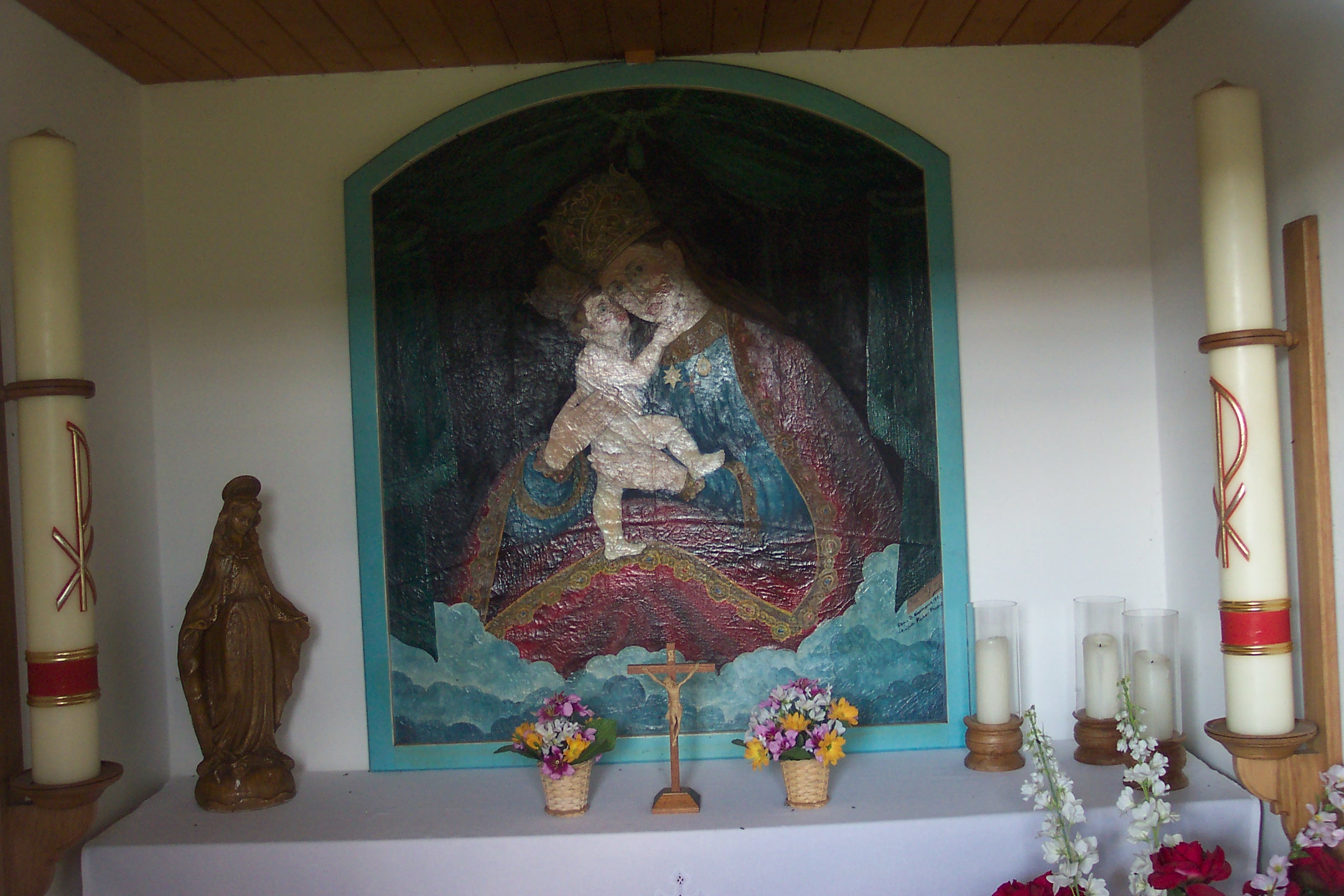
Prissath Kapelle Innenansicht
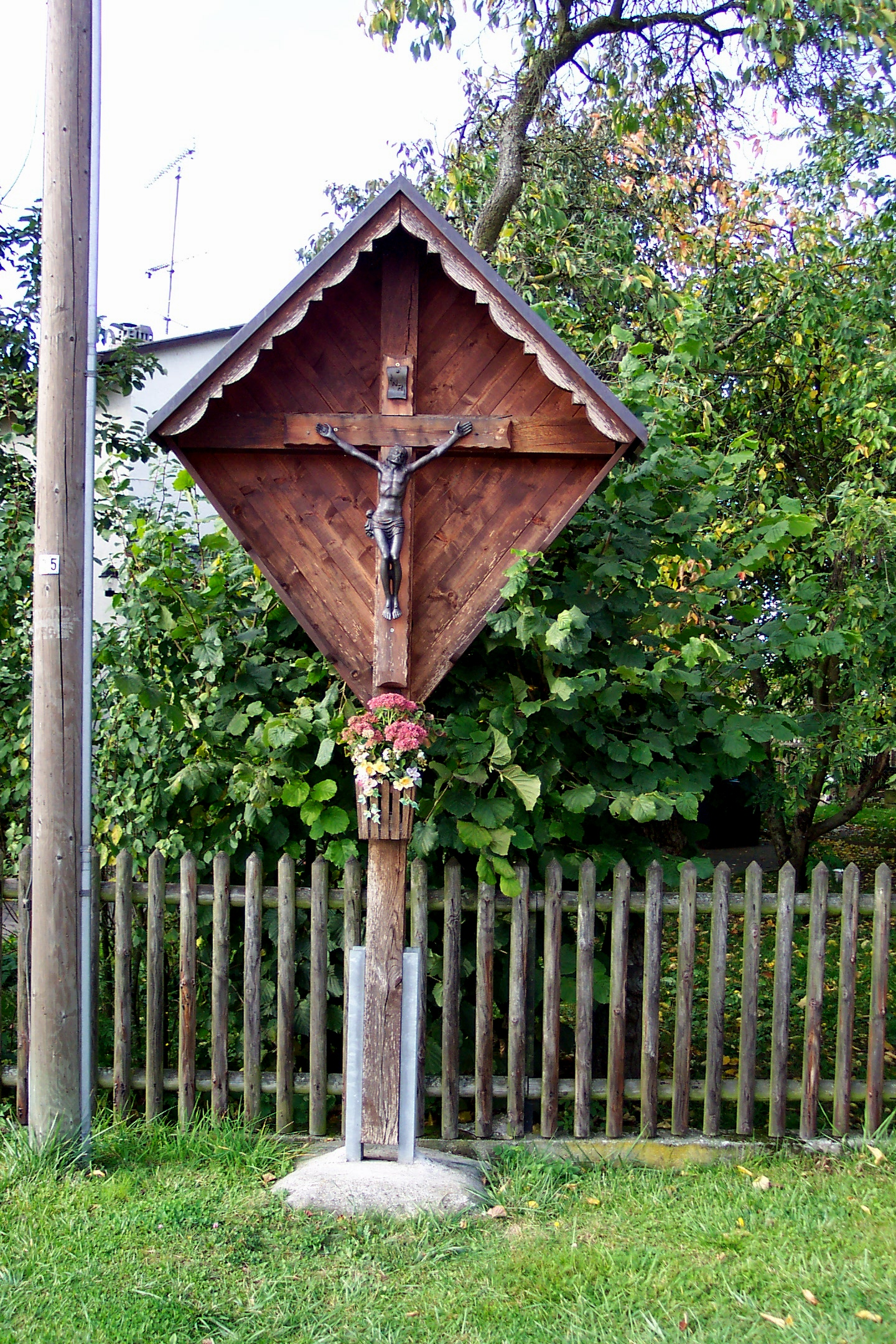
Prissath Flurkreuz